# Winter World University Games 2025/Teilnehmer (Finnland)
| Gelbes Symbol für Goldmedaillen mit stilisierten Olympischen Ringen | Graues Symbol für Silbermedaillen mit stilisierten Olympischen Ringen | Braundes Symbol für Bronzemedaillen mit stilisierten Olympischen Ringen |
| ------------------------------------------------------------------- | --------------------------------------------------------------------- | ----------------------------------------------------------------------- |
| 8                                                                   | 3                                                                     | 4                                                                       |

Finnland nahm mit 35 Athleten (16 Männer, 19 Frauen) an den Winter World University Games 2025 in Turin teil.

## Medaillen

### Medaillenspiegel
| Rang   | Sportart              | Gold | Silber | Bronze | Gesamt |
| ------ | --------------------- | ---- | ------ | ------ | ------ |
| 1      | Skilanglauf           | 2    | 2      | 4      | 8      |
| 2      | Para Skilanglauf      | 2    | —      | —      | 2      |
| 2      | Ski-Orientierungslauf | 2    | —      | —      | 2      |
| 4      | Freestyle-Skiing      | 1    | —      | —      | 1      |
| 4      | Para Ski Alpin        | 1    | —      | —      | 1      |
| 6      | Biathlon              | —    | 1      | —      | 1      |
| Gesamt | Gesamt                | 8    | 3      | 4      | 15     |

### Medaillengewinner
| Name/n                                                     | Sportart              | Wettkampf                            |
| ---------------------------------------------------------- | --------------------- | ------------------------------------ |
| Gold                                                       |                       |                                      |
| Akseli Ahvenainen                                          | Freestyle-Skiing      | Moguls                               |
| Nette Kiviranta                                            | Para Ski Alpin        | Riesenslalom (Sitzend)               |
| Inkki Inola                                                | Para Skilanglauf      | 10 km Freistil (Sehbehindert)        |
| Inkki Inola                                                | Para Skilanglauf      | 1 km Sprint klassisch (Sehbehindert) |
| Hanna Ray Elsa Torvinen Iida Vuollet Anni Lindroos         | Skilanglauf           | 4 × 7,5 km klassisch/Freistil        |
| Markus Kasanen                                             | Skilanglauf           | 20 km Massenstart klassisch          |
| Amanda Yli-Futka Niklas Ekström                            | Ski-Orientierungslauf | Staffel                              |
| Amanda Yli-Futka                                           | Ski-Orientierungslauf | Sprint                               |
| Silber                                                     |                       |                                      |
| Patrik Kuuttinen                                           | Biathlon              | 15 km Einzel                         |
| Nico Bennert                                               | Skilanglauf           | 10 km Freistil                       |
| Valtteri Pennanen                                          | Skilanglauf           | Sprint klassisch                     |
| Bronze                                                     |                       |                                      |
| Markus Kasanen                                             | Skilanglauf           | Sprint klassisch                     |
| Anni Lindroos                                              | Skilanglauf           | Sprint klassisch                     |
| Nico Bennert                                               | Skilanglauf           | 20 km Massenstart klassisch          |
| Topias Kemppi Markus Kasanen Eelis Valikainen Nico Bennert | Skilanglauf           | 4 × 7,5 km klassisch/Freistil        |

## Teilnehmer nach Sportarten

### Biathlon
| Athleten                      | Wettbewerbe          | Zeit        | Fehler         | Rang   |
| ----------------------------- | -------------------- | ----------- | -------------- | ------ |
| Frauen                        |                      |             |                |        |
| Sanni Oikkonen                | 7,5 km Sprint        | 25:47,1 min | 5 (1+4)        | 24     |
| Sanni Oikkonen                | 10 km Verfolgung     | 44:42,4 min | 7 (2+2+2+1)    | 25     |
| Sanni Oikkonen                | 12,5 km Massenstart  | 49:24,1 min | 8 (2+2+2+2)    | 24     |
| Sanni Oikkonen                | 12,5 km Einzel       | 44:35,4 min | 8 (1+2+1+4)    | 28     |
| Viivi Jylänki                 | 7,5 km Sprint        | 24:57,5 min | 1 (0+1)        | 15     |
| Viivi Jylänki                 | 10 km Verfolgung     | 43:38,2 min | 6 (2+1+1+2)    | 21     |
| Viivi Jylänki                 | 12,5 km Massenstart  | 47:33,2 min | 4 (0+0+3+1)    | 22     |
| Viivi Jylänki                 | 12,5 km Einzel       | 44:01,8 min | 6 (2+2+0+2)    | 26     |
| Frida Achrén                  | 7,5 km Sprint        | 24:27,6 min | 2 (0+2)        | 10     |
| Frida Achrén                  | 10 km Verfolgung     | 43:44,6 min | 7 (2+1+2+2)    | 22     |
| Frida Achrén                  | 12,5 km Massenstart  | 45:38,4 min | 2 (1+1+0+0)    | 14     |
| Frida Achrén                  | 12,5 km Einzel       | 43:34,2 min | 6 (1+2+2+1)    | 24     |
| Inka Remes                    | 7,5 km Sprint        | 27:00,7 min | 6 (2+4)        | 36     |
| Inka Remes                    | 10 km Verfolgung     | 43:18,8 min | 2 (0+0+1+1)    | 18     |
| Inka Remes                    | 12,5 km Massenstart  | 46:51,4 min | 3 (0+1+1+1)    | 18     |
| Inka Remes                    | 12,5 km Einzel       | 44:43,4 min | 7 (1+2+2+2)    | 30     |
| Männer                        |                      |             |                |        |
| Patrik Kuuttinen              | 10 km Sprint         | 25:01,7 min | 1 (0+1)        | 16     |
| Patrik Kuuttinen              | 12,5 km Verfolgung   | 41:33,3 min | 4 (0+0+2+2)    | 17     |
| Patrik Kuuttinen              | 15 km Massenstart    | 46:10,3 min | 2 (0+1+0+1)    | 18     |
| Patrik Kuuttinen              | 15 km Einzel         | 39:06,4 min | 0 (0+0+0+0)    | Silber |
| Kalle Loukkaanhuhta           | 10 km Sprint         | 25:12,8 min | 4 (2+2)        | 18     |
| Kalle Loukkaanhuhta           | 12,5 km Verfolgung   | DNS         | DNS            | DNS    |
| Kalle Loukkaanhuhta           | 15 km Einzel         | 41:02,2 min | 5 (0+3+0+2)    | 10     |
| Mixed                         |                      |             |                |        |
| Frida Achrén Patrik Kuuttinen | Single-Mixed-Staffel | 43:15,7 min | 0+11 (0+4 0+7) | 8      |

### Eiskunstlauf
| Athleten       | Wettbewerbe | Kurzprogramm/ Rhythmustanz | Kurzprogramm/ Rhythmustanz | Kür    | Kür  | Gesamt | Gesamt |
| Athleten       | Wettbewerbe | Punkte                     | Rang                       | Punkte | Rang | Punkte | Rang   |
| -------------- | ----------- | -------------------------- | -------------------------- | ------ | ---- | ------ | ------ |
| Frauen         |             |                            |                            |        |      |        |        |
| Janna Jyrkinen | Einzel      | 55,07                      | 6                          | 108,26 | 6    | 163,33 | 6      |
| Männer         |             |                            |                            |        |      |        |        |
| Makar Suntsev  | Einzel      | 61,20                      | 19                         | 117,52 | 16   | 178,72 | 16     |

### Freestyle-Skiing
| Athleten       | Wettbewerbe | Qualifikation | Qualifikation | Finale | Finale | Rang |
| Athleten       | Wettbewerbe | Punkte        | Rang          | Punkte | Rang   | Rang |
| -------------- | ----------- | ------------- | ------------- | ------ | ------ | ---- |
| Frauen         |             |               |               |        |        |      |
| Viivi Paljärvi | Big Air     | 74,25         | 4             | 81,75  | 4      | 4    |
| Viivi Paljärvi | Slopestyle  | 74,25         | 6             | 80,50  | 4      | 4    |

| Athleten           | Wettbewerbe | Qualifikation | Qualifikation | Finale  | Finale  | Finale        | Finale        | Rang |
| Athleten           | Wettbewerbe | Qualifikation | Qualifikation | Runde 1 | Runde 1 | Runde 2       | Runde 2       | Rang |
| Athleten           | Wettbewerbe | Punkte        | Rang          | Punkte  | Rang    | Punkte        | Rang          | Rang |
| ------------------ | ----------- | ------------- | ------------- | ------- | ------- | ------------- | ------------- | ---- |
| Frauen             |             |               |               |         |         |               |               |      |
| Riikka Voutilainen | Moguls      | DNS           | DNS           | DNS     | DNS     | DNS           | DNS           | DNS  |
| Männer             |             |               |               |         |         |               |               |      |
| Akseli Ahvenainen  | Moguls      | 78,21         | 1             | 80,56   | 1       | 81,68         | 1             | Gold |
| Aleksi Kaisla      | Moguls      | 71,07         | 10            | 71,76   | 9       | ausgeschieden | ausgeschieden | 9    |

| Athleten          | Wettbewerbe | Vorlauf | Vorlauf  | Gruppenphase | Gruppenphase | Halbfinale    | Halbfinale    | Finale        | Finale        | Rang |
| Athleten          | Wettbewerbe | Gegner  | Ergebnis | Punkte       | Rang         | Gegner        | Ergebnis      | Gegner        | Ergebnis      | Rang |
| ----------------- | ----------- | ------- | -------- | ------------ | ------------ | ------------- | ------------- | ------------- | ------------- | ---- |
| Männer            |             |         |          |              |              |               |               |               |               |      |
| Akseli Ahvenainen | Dual Moguls | Freilos | Freilos  | 11           | 2            | ausgeschieden | ausgeschieden | ausgeschieden | ausgeschieden | =5   |
| Aleksi Kaisla     | Dual Moguls | Freilos | Freilos  | 11           | 2            | ausgeschieden | ausgeschieden | ausgeschieden | ausgeschieden | =5   |

### Para Ski Alpin
| Athleten        | Wettbewerbe            | 1. Lauf     | 1. Lauf | 2. Lauf     | 2. Lauf | Gesamt      | Gesamt |
| Athleten        | Wettbewerbe            | Zeit        | Rang    | Zeit        | Rang    | Zeit        | Rang   |
| --------------- | ---------------------- | ----------- | ------- | ----------- | ------- | ----------- | ------ |
| Frauen          |                        |             |         |             |         |             |        |
| Nette Kiviranta | Riesenslalom (Sitzend) | 1:13,92 min | 1       | 1:12,93 min | 1       | 2:26,85 min | Gold   |

### Para Skilanglauf
| Athleten    | Wettbewerbe                          | Qualifikation | Qualifikation | Gesamt      | Gesamt |
| Athleten    | Wettbewerbe                          | Zeit          | Rang          | Zeit        | Rang   |
| ----------- | ------------------------------------ | ------------- | ------------- | ----------- | ------ |
| Männer      |                                      |               |               |             |        |
| Inkki Inola | 10 km Freistil (Sehbehindert)        | —             | —             | 22:51,4 min | Gold   |
| Inkki Inola | 1 km Sprint klassisch (Sehbehindert) | 3:34,67 min   | 1             | 3:31,1 min  | Gold   |

### Skilanglauf
| Athleten                                                   | Wettbewerbe                   | Zeit        | Rang   |
| ---------------------------------------------------------- | ----------------------------- | ----------- | ------ |
| Frauen                                                     |                               |             |        |
| Fanny Kukonletho                                           | 10 km Freistil                | 30:43,1 min | 31     |
| Fanny Kukonletho                                           | 20 km Massenstart klassisch   | DNF         | DNF    |
| Anni Lindroos                                              | 10 km Freistil                | 29:57,9 min | 21     |
| Hanna Ray                                                  | 10 km Freistil                | 29:03,0 min | 9      |
| Hanna Ray                                                  | 20 km Massenstart klassisch   | 1:05:58,1 h | 4      |
| Elsa Torvinen                                              | 10 km Freistil                | 29:20,9 min | 14     |
| Elsa Torvinen                                              | 20 km Massenstart klassisch   | 1:06:31,5 h | 5      |
| Iida Vuollet                                               | 10 km Freistil                | 29:34,9 min | 16     |
| Iida Vuollet                                               | 20 km Massenstart klassisch   | 1:07:45,3 h | 10     |
| Iitu Vuorma                                                | 10 km Freistil                | 31:14,9 min | 37     |
| Iitu Vuorma                                                | 20 km Massenstart klassisch   | DNF         | DNF    |
| Hanna Ray Elsa Torvinen Iida Vuollet Anni Lindroos         | 4 × 7,5 km klassisch/Freistil | 1:20:57,0 h | Gold   |
| Männer                                                     |                               |             |        |
| Nico Bennert                                               | 10 km Freistil                | 24:27,8 min | Silber |
| Nico Bennert                                               | 20 km Massenstart klassisch   | 56:21,4 min | Bronze |
| Niklas Ekström                                             | 20 km Massenstart klassisch   | 59:51,0 min | 23     |
| Markus Kasanen                                             | 10 km Freistil                | 25:14,5 min | 15     |
| Markus Kasanen                                             | 20 km Massenstart klassisch   | 56:08,7 min | Gold   |
| Topias Kemppi                                              | 10 km Freistil                | 25:05,7 min | 13     |
| Topias Kemppi                                              | 20 km Massenstart klassisch   | 58:16,3 min | 13     |
| Valtteri Pennanen                                          | 10 km Freistil                | 24:49,2 min | 6      |
| Valtteri Pennanen                                          | 20 km Massenstart klassisch   | 58:58,1 min | 16     |
| Eelis Valikainen                                           | 10 km Freistil                | 24:42,9 min | 4      |
| Eelis Valikainen                                           | 20 km Massenstart klassisch   | 56:48,5 min | 4      |
| Topias Kemppi Markus Kasanen Eelis Valikainen Nico Bennert | 4 × 7,5 km klassisch/Freistil | 1:09:20,9 h | Bronze |

| Athleten                       | Wettbewerbe         | Qualifikation | Qualifikation | Viertelfinale | Viertelfinale | Halbfinale    | Halbfinale    | Finale        | Finale        | Rang   |
| Athleten                       | Wettbewerbe         | Zeit          | Rang          | Zeit          | Rang          | Zeit          | Rang          | Zeit          | Rang          | Rang   |
| ------------------------------ | ------------------- | ------------- | ------------- | ------------- | ------------- | ------------- | ------------- | ------------- | ------------- | ------ |
| Frauen                         |                     |               |               |               |               |               |               |               |               |        |
| Fanny Kukonletho               | Sprint klassisch    | 3:40,78 min   | 15            | 3:33,97 min   | 3             | ausgeschieden | ausgeschieden | ausgeschieden | ausgeschieden | 16     |
| Anni Lindroos                  | Sprint klassisch    | 3:38,51 min   | 12            | 3:29,99 min   | 3             | 3:30,95 min   | 3             | 3:35,80 min   | 3             | Bronze |
| Hanna Ray                      | Sprint klassisch    | 3:35,74 min   | 4             | 3:34,93 min   | 2             | 3:50,33 min   | 5             | ausgeschieden | ausgeschieden | 9      |
| Elsa Torvinen                  | Sprint klassisch    | 3:35,64 min   | 3             | 3:33,39 min   | 1             | 3:47,47 min   | 6             | ausgeschieden | ausgeschieden | 11     |
| Iida Vuollet                   | Sprint klassisch    | 3:36,80 min   | 7             | 3:34,60 min   | 1             | 3:34,30 min   | 4             | ausgeschieden | ausgeschieden | 8      |
| Iitu Vuorma                    | Sprint klassisch    | 3:41,49 min   | 17            | 3:37,71 min   | 4             | ausgeschieden | ausgeschieden | ausgeschieden | ausgeschieden | 18     |
| Männer                         |                     |               |               |               |               |               |               |               |               |        |
| Nico Bennert                   | Sprint klassisch    | 3:14,09 min   | 40            | ausgeschieden | ausgeschieden | ausgeschieden | ausgeschieden | ausgeschieden | ausgeschieden | 40     |
| Markus Kasanen                 | Sprint klassisch    | 3:01,16 min   | 1             | 2:58,02 min   | 1             | 2:58,68 min   | 2             | 3:04,16 min   | 3             | Bronze |
| Topias Kemppi                  | Sprint klassisch    | 3:03,73 min   | 8             | DSQ           | DSQ           | DSQ           | DSQ           | DSQ           | DSQ           | DSQ    |
| Valtteri Pennanen              | Sprint klassisch    | 3:05,50 min   | 11            | 2:58,30 min   | 2             | 2:59,32 min   | 4             | 3:03,74 min   | 2             | Silber |
| Eelis Valikainen               | Sprint klassisch    | 3:03,96 min   | 9             | 3:00,62 min   | 1             | 3:12,10 min   | 5             | ausgeschieden | ausgeschieden | 10     |
| Mixed                          |                     |               |               |               |               |               |               |               |               |        |
| Anni Lindroos Eelis Valikainen | Teamsprint Freistil | 7:13,76 min   | 11            | —             | —             | —             | —             | 22:53,95 min  | 5             | 5      |
| Hanna Ray Markus Kasanen       | Teamsprint Freistil | 7:10,56 min   | 6             | —             | —             | —             | —             | 22:56,61 min  | 7             | 7      |

### Ski-Orientierungslauf
| Athleten                        | Wettbewerbe | Zeit      | Rang |
| ------------------------------- | ----------- | --------- | ---- |
| Frauen                          |             |           |      |
| Maria Hoskari                   | Sprint      | 13:41 min | 5    |
| Nina Kärnä                      | Sprint      | 13:40 min | 4    |
| Vilma Pesu                      | Sprint      | 15:19 min | 17   |
| Heta Virtanen                   | Sprint      | 14:36 min | 10   |
| Amanda Yli-Futka                | Sprint      | 12:39 min | Gold |
| Männer                          |             |           |      |
| Niklas Ekström                  | Sprint      | 13:19 min | 6    |
| Tuomas Outinen                  | Sprint      | 13:48 min | 11   |
| Mixed                           |             |           |      |
| Amanda Yli-Futka Niklas Ekström | Staffel     | 45:10 min | Gold |
| Maria Hoskari Tuomas Outinen    | Staffel     | 47:18 min | 7    |